# 木曜組曲
『木曜組曲』（もくようくみきょく）は、恩田陸の小説。1999年11月に徳間書店から単行本が刊行され、2002年9月に徳間文庫から文庫版が刊行された。
2002年に映画化された。

## ストーリー
4年前に謎の薬物死を遂げた女流作家・重松時子。彼女を偲んで毎年5人の女たちが時子の館に集っていた。しかし、今年は謎の花束が届いたことにより、いつもと雰囲気が変わってしまった。そして、彼女たちは時子の死について自らの推理を語りだす。

## 映画
2002年10月12日公開。光和インターナショナル制作。

### キャスト
- 塩谷絵里子（ノンフィクションライター）：鈴木京香
  - 静子の母の妹の娘（従姉妹）。親類ではあるが、時子との血の繋がりは無い。
- 川渕静子（出版プロダクション経営）：原田美枝子
  - 時子の異母姉妹。
- 林田尚美（ミステリー作家）：富田靖子
  - 時子の弟の娘（姪）。
- 杉本つかさ（純文学作家）：西田尚美
  - 時子のもう一人の姪。尚美の異母姉妹。
- 綾部えい子（ベテラン編集者）：加藤登紀子
  - 大手出版社のベテラン編集者。時子のデビュー当時からの担当。
- 重松時子（耽美派女流作家の巨匠）：浅丘ルリ子
  - 謎の毒物死を遂げる。
- 刑事 :竹中直人
- 花屋の青年 :斉藤陽一郎
- ブシシロチヒロの声 :土屋久美子
- 少女時代の尚美 :川西美智子
- 少女時代のつかさ :皆川優紀
- 鑑識 :野田大輔

### スタッフ
- 企画・製作：鈴木光
- 監督：篠原哲雄
- 脚本：大森寿美男
- 音楽：村山達哉
- 撮影：高瀬比呂志
- 編集：奥原好幸
- 美術：小澤秀高

## 他の作品との関連
登場人物、重松時子の執筆した小説の題名に『蛇と虹』があり、短編集『いのちのパレード』に同題名の作品が収録されている。